# Symplocos trichomarginalis
Symplocos trichomarginalis är en tvåhjärtbladig växtart som beskrevs av Nooteboom. Symplocos trichomarginalis ingår i släktet Symplocos och familjen Symplocaceae. Inga underarter finns listade i Catalogue of Life.